# ジェルソン・ロドリゲス
ジェルソン・レアル・ロドリゲス・ゴウヴェイア（Gerson Leal Rodrigues Gouveia、1995年6月20日 - ）は、ポルトガル出身のプロサッカー選手。アル・ワフダ・メッカ所属。ポジションはFW。ルクセンブルク代表。

## 経歴

### クラブ
2013年、スイフト・エスペランジュでプロキャリアをスタートさせる。
2018年に在籍したFCシェリフ・ティラスポリでは、欧州CL予選に出場。

#### ジュビロ磐田
2019年1月16日、ジュビロ磐田に完全移籍。ルクセンブルク国籍初のJリーガーとなった。2月23日、松本山雅FCとの開幕戦でスタメン出場し、J1リーグ初出場。4月6日、J1第6節・湘南ベルマーレ戦の後半20分、森谷賢太郎と交代で出場。後半AT、湘南のGKも攻撃参加したFKの場面で、このFKをキャッチしたカミンスキーのロングスローによるリスタートを受け、無人の湘南ゴールに向けてセンターサークルから50m超のロングシュートを放ち、この試合2点目となる追加点を挙げた。試合はそのまま終了し、磐田は2019シーズンのリーグ戦初勝利を挙げた。第20節終了時点でチームトップのリーグ戦5得点を記録。

#### ディナモ・キエフ
ジュビロ磐田加入からわずか半年後の2019年8月3日、ウクライナのFCディナモ・キーウへ完全移籍。フランス語紙『L’essentiel』によるとオファー当初は、磐田側はロドリゲスを戦力と考えて移籍させる意思は無く、ロドリゲス自身も日本での生活が快適で磐田でのプレーを望んでいたが、ディナモ・キエフは諦めず、ルクセンブルク人の選手として史上2番目に高額な移籍金となる200万ユーロ（約2億4000万円）の違約金（移籍金）でオファーを提示した。そうした背景もあり、その後の交渉でクラブ間合意に達した。
加入当初は開幕4試合で2得点と期待に応える活躍を見せたが、素行不良が原因で、アレクセイ・ミハイリチェンコ監督からの信頼を失い、2020年1月31日、シーズン終了までの期限付き移籍でトルコのMKEアンカラギュジュに加入。シーズン終了後に復帰し、ミルチェア・ルチェスク監督が就任した2020-21シーズンは好調をキープしている。
2021年9月1日、買取オプション付きの1シーズンローンでESトロワACに加入。

### 代表
2017年にルクセンブルク代表としてデビューを果たし、ロシア・ワールドカップ予選でピッチに立った。
2019年3月、UEFA EURO 2020予選に臨むルクセンブルク代表メンバーに選出され、23日に開催されたリトアニア戦の55分に追加点を挙げて逆転勝利に貢献。同年6月開催のUEFA EURO 2020予選に臨む代表メンバーにも選出され、8日に開催されたリトアニア戦の21分に先制点を挙げた。

## 人物
- 10歳の時、ポルトガルからルクセンブルクへ移住。磐田のチームメートである大井健太郎から「得点力アップに期待」、中村俊輔から「風貌がいい」とコメントされている。また、強化本部長の服部年宏から「サイドができ、FWとして推進力がある」「点に絡めるし、攻撃を組み立てられる」と評価されている[22]。

## 所属クラブ
- 2013年 - 2014年  スイフト・エスペランジュ（英語版）
- 2014年 - 2016年  ユニオン05ケイル・テタンジュ（英語版）
  - 2015年 - 2016年  ラシンFCユニオン・ルクセンブルク (期限付き移籍)
- 2016年 - 2017年  CSフォラ・エシュ
- 2017年 - 2018年  SCテルスター
- 2018年 - 2019年  FCシェリフ・ティラスポリ
- 2019年1月 - 同年8月  ジュビロ磐田
- 2019年 -  FCディナモ・キーウ
  - 2020年  MKEアンカラギュジュ (期限付き移籍)
  - 2021年 -  ESトロワAC (期限付き移籍)

## 個人成績
| 国内大会個人成績 | 国内大会個人成績       | 国内大会個人成績 | 国内大会個人成績           | 国内大会個人成績 | 国内大会個人成績 | 国内大会個人成績 | 国内大会個人成績 | 国内大会個人成績 | 国内大会個人成績 | 国内大会個人成績 | 国内大会個人成績 |
| 年度             | クラブ                 | 背番号           | リーグ                     | リーグ戦         | リーグ戦         | リーグ杯         | リーグ杯         | オープン杯       | オープン杯       | 期間通算         | 期間通算         |
| 年度             | クラブ                 | 背番号           | リーグ                     | 出場             | 得点             | 出場             | 得点             | 出場             | 得点             | 出場             | 得点             |
| ルクセンブルク   | ルクセンブルク         | ルクセンブルク   | ルクセンブルク             | リーグ戦         | リーグ戦         | リーグ杯         | リーグ杯         | オープン杯       | オープン杯       | 期間通算         | 期間通算         |
| ---------------- | ---------------------- | ---------------- | -------------------------- | ---------------- | ---------------- | ---------------- | ---------------- | ---------------- | ---------------- | ---------------- | ---------------- |
| 2013-14          | エスペランジュ         |                  | ナショナル                 | 10               | 0                |                  |                  |                  |                  |                  |                  |
| 2014-15          | ケイル・テタンジュ     |                  | ディビジョン・オブ・オナー | 22               | 4                |                  |                  |                  |                  |                  |                  |
| 2015-16          | ラシンFC               |                  | ナショナル                 | 23               | 3                |                  |                  |                  |                  |                  |                  |
| 2016-17          | フォラ・エシュ         |                  | ナショナル                 | 20               | 9                |                  |                  |                  |                  |                  |                  |
| オランダ         | オランダ               | オランダ         | オランダ                   | リーグ戦         | リーグ戦         | リーグ杯         | リーグ杯         | KNVBカップ       | KNVBカップ       | 期間通算         | 期間通算         |
| 2017-18          | SCテルスター           |                  | エールステ                 | 12               | 3                | -                | -                | 1                | 0                | 13               | 3                |
| モルドバ         | モルドバ               | モルドバ         | モルドバ                   | リーグ戦         | リーグ戦         | リーグ杯         | リーグ杯         | オープン杯       | オープン杯       | 期間通算         | 期間通算         |
| 2018             | シェリフ・ティラスポリ | 7                | ナツィオナラ               | 22               | 8                |                  |                  | 1                | 0                |                  |                  |
| 日本             | 日本                   | 日本             | 日本                       | リーグ戦         | リーグ戦         | リーグ杯         | リーグ杯         | 天皇杯           | 天皇杯           | 期間通算         | 期間通算         |
| 2019             | 磐田                   | 11               | J1                         | 15               | 5                | 3                | 2                | 0                | 0                | 18               | 7                |
| ウクライナ       | ウクライナ             | ウクライナ       | ウクライナ                 | リーグ戦         | リーグ戦         | リーグ杯         | リーグ杯         | ウクライナ杯     | ウクライナ杯     | 期間通算         | 期間通算         |
| 2019-20          | ディナモ・キーウ       | 22               | UPL                        |                  |                  | -                | -                |                  |                  |                  |                  |
| 通算             | ルクセンブルク         | ルクセンブルク   | ナショナル                 | 53               | 12               |                  |                  |                  |                  |                  |                  |
| 通算             | ルクセンブルク         | ルクセンブルク   | ディビジョン・オブ・オナー | 22               | 4                |                  |                  |                  |                  |                  |                  |
| 通算             | オランダ               | オランダ         | エールステ                 | 12               | 3                | -                | -                | 1                | 0                | 13               | 3                |
| 通算             | モルドバ               | モルドバ         | ナツィオナラ               | 22               | 8                |                  |                  | 1                | 0                |                  |                  |
| 通算             | 日本                   | 日本             | J1                         | 15               | 5                | 3                | 2                | 0                | 0                | 18               | 7                |
| 通算             | ウクライナ             | ウクライナ       | UPL                        |                  |                  | -                | -                |                  |                  |                  |                  |
| 総通算           | 総通算                 | 総通算           | 総通算                     | 124              | 32               |                  |                  |                  |                  |                  |                  |

| 国際大会個人成績 | 国際大会個人成績 | 国際大会個人成績 | 国際大会個人成績 | 国際大会個人成績 | 国際大会個人成績 | 国際大会個人成績 |
| 年度             | クラブ           | 背番号           | 出場             | 得点             | 出場             | 得点             |
| UEFA             | UEFA             | UEFA             | UEFA EL          | UEFA EL          | UEFA CL          | UEFA CL          |
| ---------------- | ---------------- | ---------------- | ---------------- | ---------------- | ---------------- | ---------------- |
| 2016-17          | フォラ・エシュ   | 7                | 2                | 0                | -                | -                |
| 2018-19          | FCシェリフ       | 7                | 3                | 0                | 4                | 0                |
| 通算             | UEFA             | UEFA             | 5                | 0                | 4                | 0                |

出場歴
- Jリーグ初出場 - 2019年2月23日 - J1第1節・松本山雅FC戦（ヤマハスタジアム）
- Jリーグ初得点 - 2019年4月6日 - J1第6節・湘南ベルマーレ戦（Shonan BMW スタジアム平塚）

## 代表歴

### 出場大会
- ルクセンブルク代表
  - 2017年 - 2018 FIFAワールドカップ・ヨーロッパ予選
  - 2018年 - UEFAネーションズリーグ
  - 2019年 - UEFA EURO 2020予選

### 試合数
- 国際Aマッチ 59試合 20得点 (2017年-)[23]

| ルクセンブルク代表 | 国際Aマッチ | 国際Aマッチ |
| 年                 | 出場        | 得点        |
| ------------------ | ----------- | ----------- |
| 2017               | 9           | 0           |
| 2018               | 5           | 0           |
| 2019               | 10          | 3           |
| 2020               | 7           | 2           |
| 2021               | 10          | 5           |
| 2022               | 10          | 5           |
| 2023               | 8           | 5           |
| 2024               |             |             |
| 通算               | 59          | 20          |

### ゴール
| #  | 開催年月日     | 開催地                           | 対戦国     | 勝敗 | 試合概要           |
| -- | -------------- | -------------------------------- | ---------- | ---- | ------------------ |
| 1. | 2019年03月23日 | ルクセンブルク、ルクセンブルク市 | リトアニア | ○2-1 | UEFA EURO 2020予選 |
| 2. | 2019年06月08日 | リトアニア、ヴィリニュス         | リトアニア | △1-1 | UEFA EURO 2020予選 |

## タイトル

### クラブ
FCシェリフ・ティラスポリ
- ディヴィジア・ナツィオナラ：1回 (2018)

FCディナモ・キエフ
- ウクライナ・スーパーカップ：1回 (2020)
- ウクライナ・プレミアリーグ：1回 (2020-21)
- ウクライナ・カップ：1回 (2020-21)